# Nieuw-Guinese bergduif
De Nieuw-Guinese bergduif (Gymnophaps albertisii) is een vogel uit de familie Columbidae (duiven). De vogel is genoemd naar de Italiaanse zoöloog D'Albertis (1841-1901).

## Verspreiding en leefgebied
Deze soort komt voor in Nieuw-Guinea en de noordelijke Molukken en telt twee ondersoorten:
- G. a. exsul: Batjan (noordelijk-centrale Molukken).
- G. a. albertisii: Japen, Nieuw-Guinea en de Bismarck-archipel.